# Irene von Portugal

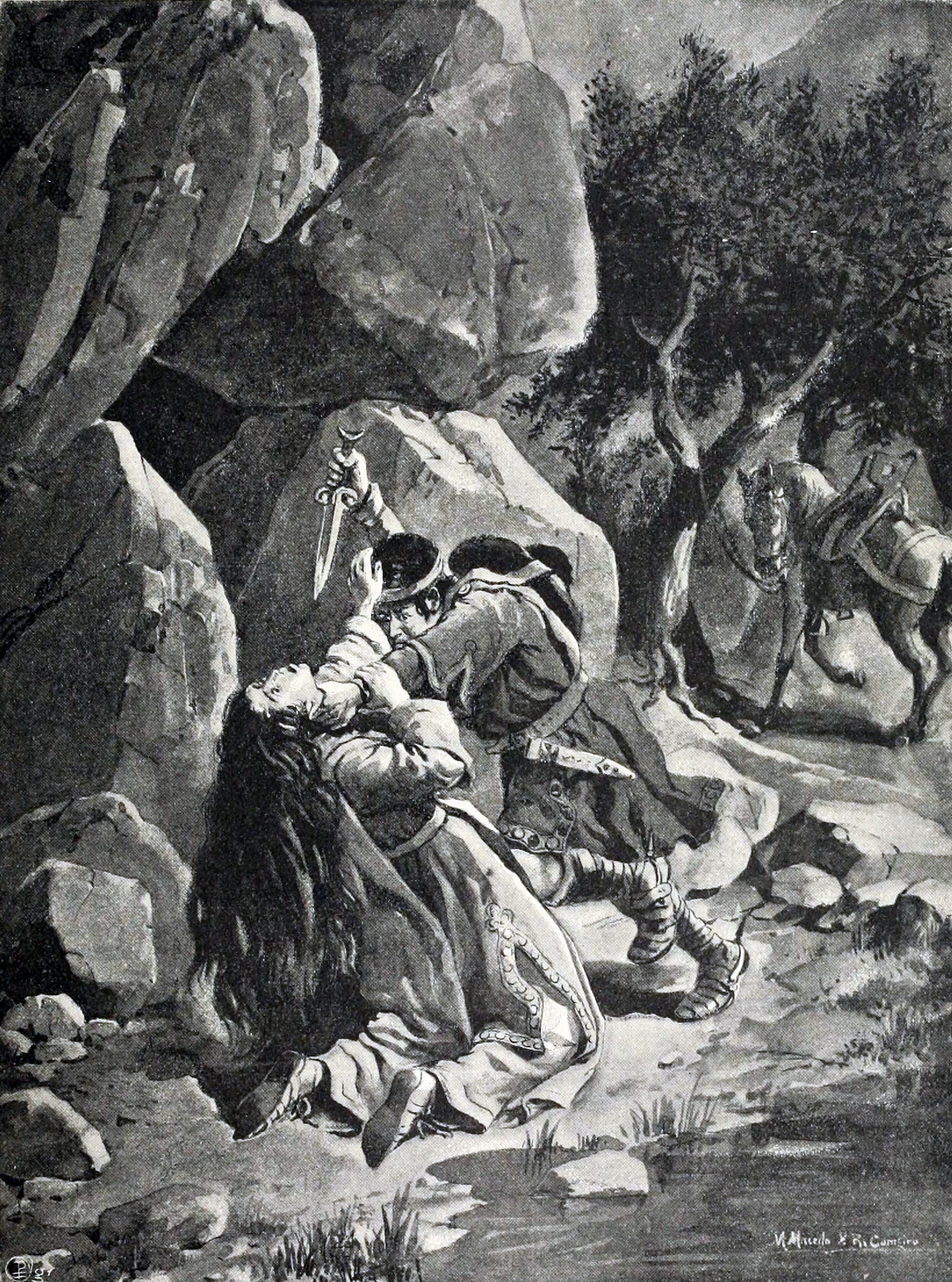
Die Ermörderung von Irene, Lithografie von Alfredo Roque Gameiro und Manuel Macedo, 1904

Irene von Portugal (auch Irenaea, spanisch und portugiesisch Iria oder Eyria; † um 653 bei Tomar) ist eine Heilige der katholischen Kirche.

## Leben
Der Überlieferung nach soll sie bei Tomar (Nabentia) in einem Jungfrauenkloster gelebt haben und dort am Fluss Nabão (Nabanis) im Auftrag eines abgewiesenen Verehrers ermordet worden sein. Ihr wurde in dem kleinen Ort Santa Irene am Jakobsweg in der Provinz A Coruña der Autonomen Gemeinschaft Galicien im 18. Jahrhundert eine Kapelle geweiht. Auch im portugiesischen Ort Scalabis, heute Santerém, wo ihre in den Fluss geworfene Leiche unversehrt angeschwemmt wurde, wurde eine nach ihr benannte Basilika erbaut. Dort galt sie mit der Zeit als Lokalmärtyrin. Sie wird mit einer Palme dargestellt, ihr Festtag ist der 20. Oktober. Möglicherweise überlappt sich ihre Darstellung mit der der Irene von Thessaloniki.